# GISM
GISM (ook wel G.I.S.M.) was een mysterieuze, in 1981 in Tokio opgerichte hardcorepunkband met heavymetalinvloeden.

## Biografie

### Introductie en levensweg
Sinds de formering bestond de band uit zanger Sakevi Yokoyama, gitarist Randy Uchida, bassist Kannon en drummer Hiroshima. Randy Uchida bracht veelal de heavymetalgitaarriffs en solo's in de muziek naar voren. Desondanks was GISM een van de eerste hardcorepunkbands uit Japan. Sakevi gaf vrijwel nooit interviews en was agressief tijdens liveoptredens. Zo gooide hij soms met stoelen naar het publiek of lokte hij een vechtpartij uit. De afkorting GISM heeft meerdere betekenissen, zoals:
- God In the Schizoid Mind
- Guerrilla Incendiary Sabotage Mutineer
- General Imperialism Social Murder
- Gnostic Idiosyncrasy Sonic Militant
- Gai Individual Social Mean

Geweld, oorlog, massavernietigingswapens en de dood komen veelvuldig aan bod in de liedteksten van GISM. In 1982 verscheen het eerste nummer van de band, genaamd "Incest / Gash / Bite / Snatch / AAHB" op de compilatie-lp "Outsider". Dit is overigens de eerste Japanse hardcore-punk-compilatie ooit. In 1983 verscheen GISM met hun nummer "Death Exclamations" op de compilatie-lp "Great Punk Hits". In het vroege 1984 verschenen de nummers "Still Alive" en "Nervous Corps" op de compilatie-lp "Hardcore Unlawful Assembly". In datzelfde jaar verscheen ook het nummer "Shoot to Kill" op de compilatie-compact cassette "The Punx Tape". Met dit nummer werd GISM in hetzelfde straatje geplaatst als bands zoals Venom. Eind 1984 verscheen er tevens een nummer van de band genaamd "Endless Blockades For The Pussyfooter" op de P.E.A.C.E./War-compilatie. Deze lp, waar (hardcore)punkbands met verschillende afkomst een nummer op achterlieten, werd gedistribueerd door "R Radical Records" en uitgebracht in Europa en Amerika. Dit bracht naamsbekendheid in het buitenland.
Via "Dogma Records", op 12 juli 1984, bracht de band haar eerste complete studioalbum uit, op 12 inch-lp, genaamd "Detestation". Dit album wordt jarenlang beschouwd als een collector's item, aangezien het gelimiteerd geperst is. Op veilingsites zoals eBay wordt het object zo nu en dan verkocht voor 220 euro minimaal. In 1992 werd de lp officieel, gelimiteerd, heruitgebracht op cd met drie bonusnummers.
Op 21 juni 1985 bracht de band hun eerste VHS uit, genaamd "Performance". De opnames van de band tijdens dit liveconcert vonden plaats op 30 mei van hetzelfde jaar. Dit is voor de band de eerste uitgave op het "Beast Arts" platenlabel.
In maart 1987 verscheen het studioalbum "M.A.N.", wat staat voor "Military Affairs Neurotic". Het werd uitgebracht in het gelimiteerde aantal van 3000 persingen op paars gekleurd vinyl, met op de voorkant van de hoes een sticker ontworpen door Pushead. Met dit album liet GISM meer hybride industrial/heavymetalklanken horen, mede door gitarist Randy Uchida die veel wilde, energieke solo's presenteert.
Op 5 april 1995 liet GISM weer iets van zich horen, met de uitgave van een VHS genaamd "Gai Individual Social Mean - Subj & Egos, chopped". Deze werd geproduceerd door vocalist Sakevi zelf en bevat beelden van de frontman die mensen aanvalt met kettingzagen, traangas en een gasbrander.
Veertien jaar na hun laatste studioalbum bracht de band in september 2001 hun album uit, genaamd "Sonicrime Therapy". Deze uitgave werd alleen op cd uitgebracht en bevat gecodeerde titelnummers. Op 10 februari 2001 kwam gitarist Randy Uchida te overlijden aan kanker. De band speelde nog een aantal liveconcerten met een andere gitarist waarvan de naam onbekend is, en uiteindelijk ging de band uit elkaar. In 2002 brachten ze vervolgens een laatste dubbel-VHS uit, genaamd "+R Regicide Reverberation". Zanger Sakevi heeft sinds 2003 zijn eigen kledinglijn (genaamd stLTH®) en produceert zijn eigen T-shirts. Tevens heeft hij, onder de naam S.K.V., in 2004 een solo-cd/ep uitgebracht met de naam "The War". Dit werd uitgegeven door Beast Arts. Hedendaags is het onduidelijk waar de resterende bandleden zich mee bezighouden. Wel is bekend dat drummer Ironfist meespeelt op het debuutalbum, genaamd "Infidel Eternal" van SSORC, een blackmetalband uit Tokio.
De bassist Kiichi heeft in de jaren 80 in de occulte heavymetalband Sabbrabells gespeeld.

### Underground
In de begin jaren tachtig was het buiten Japan zeer lastig tot vrijwel onmogelijk om informatie in te winnen over GISM. Zelfs voor mensen uit Japan zelf was het in die tijd een bijzondere uitdaging om iets te weten te komen over de band. Eind jaren negentig, met de opkomst van internet, ontwikkelden er zich steeds meer fanwebsites over de band die informatie en feiten over de band samenvoegden. Zo zijn er concreet maar twee sites die zich compleet storten op GISM en informatie over hen verzamelen en delen.
Anno 2009 duiken er steeds meer illegale (lp/cd) bootlegs op van GISM's eerste album, Detestation.

### Bandleden
Laatst bekende line-up
- Shigehisa "Sakevi" Yokoyama (vocalist)
- Randy Uchida (gitaar)
- Kiichi Takahashi (bassist)
- Ironfist Tatsushima (drums)

Ex-leden
- Kannon "Cloudy" Masuo (bassist)
- Tohru "Monamour" Hiroshima (drums)

## Discografie

### Lp's
- Detestation (12 juli 1984 / Dogma Records)
- M.A.N. (maart 1987 / Beast Arts)

### VHS
- Performance (21 juli 1985 / Beast Arts)
- Gai Individual Social Mean - Subj & Egos, chopped (6 april 1995 / Beast Arts)
- +R, Regicide Reverberation (2xVHS, 25 december 2002 / Beast Arts)

### Cd's
- Detestation (heruitgave, 1992 / Beast Arts)
- Sonicrime Therapy (september 2001 / Beast Arts)